# Santa Maria (Bulacan)
Santa Maria è una municipalità di prima classe delle Filippine, situata nella Provincia di Bulacan, nella Regione del Luzon Centrale.
Santa Maria è formata da 24 baranggay:
- Bagbaguin
- Balasing
- Buenavista
- Bulac
- Camangyanan
- Catmon
- Cay Pombo
- Caysio
- Guyong
- Lalakhan
- Mag-asawang Sapa
- Mahabang Parang

- Manggahan
- Parada
- Poblacion
- Pulong Buhangin
- San Gabriel
- San Jose Patag
- San Vicente
- Santa Clara
- Santa Cruz
- Silangan
- Tabing Bakod
- Tumana